# Quererte así
Quererte así es una telenovela mexicana producida por Rafael Urióstegui para TV Azteca en 2012, una historia original de Eric Vonn.
Protagonizada por María José Magán y Francisco Angelini, con las participaciones antagónicas de Aura Cristina Geithner y Mauricio Barcelata, además de la participaciones estelares de Bernie Paz, Fernando Luján, Gabriela Vergara, Verónica Merchant, Fernando Becerril y María Fernanda Quiroz.
Sus grabaciones empezaron el 30 de enero de 2012. Y concluyeron oficialmente el 15 de junio de 2012.

## Sinopsis
Según los deseos de su abuelo Antonio Duncan, al firmar el acta matrimonial Paulina Navarrete Duncan, tendrá poder absoluto sobre su herencia, el consorcio hotelero más próspero del país. Fue su ideal de tener una familia lo que la impulsó a aceptar casarse con Alberto, pero, ¿es el cariño suficiente para sostener un matrimonio?
Pero es el propio testamento del patriarca lo que despertó a los demonios que dormían dentro de cada uno. El rencor y resentimiento de Emilia, una fría mujer de negocios, hija de Antonio y madre de Paulina, quien planea arrebatarle todo a la joven. La obsesión y apatía de Gustavo, el marido de Emilia, por demostrar su valía. La envidia de la guapa Gabriela que se oculta tras una falsa sonrisa mientras sostiene un tórrido romance con Alberto, pues nada le daría mayor placer que robarle el marido a quien cree su hermana. La ambición y urgencia de Alberto por casarse para manejar los hoteles lo guía a ver en Gabriela una confiable fuente de información. Así se desata una lucha silenciosa por manipular a Paulina, pues quien la controle, tendrá el poder. 
El origen de Paulina es aún un secreto, ya que Emilia tuvo un amorío con el chofer de la familia, y para ocultar su embarazo Antonio obligó a su única hija a casarse con el exitoso abogado Gustavo Navarrete, un viudo con una pequeña hija de nombre Gabriela. Es así que Paulina floreció lejos de sus padres y bajo la calidez de la Nana Yuya, quien al presentir su muerte le comunica su última voluntad: ella deberá esparcir sus cenizas en la playa que la vio nacer.
A cientos de kilómetros, el Doctor Rafael Romero viaja de regreso a Playa Paraíso, su tierra, un pequeño paraíso donde esperan sus orgullosos padres, Eva y Ramón. Armado con el apoyo de Fred -el extranjero que pagó sus estudios- y su inteligencia, el joven médico tiene ya un trabajo en Playa Paraíso y planes para ayudar a su gente.
La muerte de Yuya, hunde a Paulina en un profundo dolor que no es compartido por ningún miembro de su familia. Para cumplir el último deseo de la anciana, la heredera pospone su boda y sin decir nada se dirige a Playa Paraíso con las cenizas de quien fue su madre. En el sinuoso camino, el auto en que viaje sufre un accidente y es Rafael quien auxilia a las víctimas. El joven médico queda prendado de la asustada joven que abraza un maletín como si de ello dependiese su vida.
Es él quien la acompaña a esparcir las cenizas de la Nana Yuya a la orilla del mar. Bajo la luz de la luna, Paulina y Rafael descubren la afinidad de sus almas, pero su paraíso se derrumba ante la cruel realidad que los aparta cuando llega Alberto a buscar a su futura esposa. Rafael se siente traicionado, pero al descubrirse enamorado comete la locura de impedir la boda, afrenta que desata la furia de quienes están detrás de la fortuna de Paulina.
La ambición de los Navarrete Duncan y la prepotencia de Alberto se alían con Adalina, la cantante exótica que sueña con ser la esposa del médico. Juntos harán lo inimaginable para destruir el amor de Paulina y Rafael, un amor que pone en jaque a sus diferentes mundos e intereses económicos.

## Reparto
- María José Magán ... Paulina Navarrete Duncan / Paulina Ramírez Duncan
- Francisco Angelini ... Rafael Romero / Rafael Parker
- Aura Cristina Geithner ... Emilia Duncan de Navarrete / Emilia Duncan Vda. de Parker
- Bernie Paz ... Gustavo Navarrete
- Mauricio Barcelata ... Alberto "Beto" Santos
- Fernando Luján ... Alfred "Fred" Parker
- Verónica Merchant ... Carmela Ramírez de Ordóñez
- Gabriela Vergara ... Marisela Santos / Isadora Morales
- Fernando Becerril ... Ramón Romero
- María Fernanda Quiroz ... Gabriela "Gaby" Navarrete Duncan / Gabriela "Gaby" Navarrete García
- Wendy de los Cobos ... Yolanda García
- Tomás Goros ... Amílcar Ramírez
- Rodolfo Arias ... Matías Santos
- Fabián Corres ... Javier Valdez
- Guillermo Larrea ... José María Ordóñez
- Eva Prado ... Eva Romero †
- Surya MacGregor ... Esther Andrade
- Cinthia Vázquez ... Silvia Andrade
- María de la Fuente ... Perla Ramírez Vda. de Santos
- Gloria Stálina ... Adalina Rivas
- Sylvia Sáenz ... Magaly Valdez
- Germán Valdés ... Daniel Andrade
- Giovanni Florido ... Genaro Ramírez
- Roberta Burns ... Cristina Santos
- Rykardo Hernández ... Diego Aguirre
- Ivonne Zurita ... Viviana
- Thalía Gómez ... María
- Luis Santibáñez ... Gilberto "Gil" Contreras
- Luciano Zacharski ... Julián Valdez
- Ana Ofelia Murguía ... Yuridia "Yuya" Domínguez
- Raúl Méndez ... Marcial Andrade
- Enrique Becker ... Antonio Duncan
- Juan Carlos Martín del Campo ... Boris Montenegro
- Juan Pablo Campa ... Damián Monteagudo